# Жуково (Кичменгско-Городецкий район)
Жуково — деревня в Кичменгско-Городецком районе Вологодской области.
Входит в состав Кичменгского сельского поселения, с точки зрения административно-территориального деления — в Пыжугский сельсовет.
Расстояние до районного центра Кичменгского Городка по автодороге составляет 10 км. Ближайшие населённые пункты — Подволочье, Подгорка, Засосенье.
Население по данным переписи 2002 года — 9 человек.